# Dajčman
Dajčman (< nemško Deitschmann, Deutschmann) je priimek v Sloveniji, ki so ga po podatkih Statističnega urada Republike Slovenije na dan 1. januarja 2010 uporablje 403 osebe in je med vsemi priimki po pogostosti uporabe uvrščen na 865. mesto.

## Znani nosilci priimka
- Davorin Dajčman, zdravnik gastroenterolog
- Jasmina Dajčman, saksofonistka, glasbena pedagoginja
- Katarina Dajčman, umetnostna zgodovinarka, kustosinja Dolenjskega muzeja
- Maksimiljan Dajčman, lutkar, igralec
- Marjan Dajčman (1931 -?), politični delavec
- Marjeta Dajčman (*1934), mladinska pisateljica, knjižničarka
- Miha Dajčman (*1996), športni delavec in novinar, vinar, politik
- Nataša Potočnik Dajčman, otroška in mladostniška psihiatrinja
- Silvo Dajčman, ekonomist, univ.prof.
- Tanja Dajčman (*1977), rokometašica